# NGC 5731
NGC 5731 este o galaxie spirală situată în constelația Boarul. A fost descoperită în 9 aprilie 1787 de către William Herschel.